# Aitor Hernández

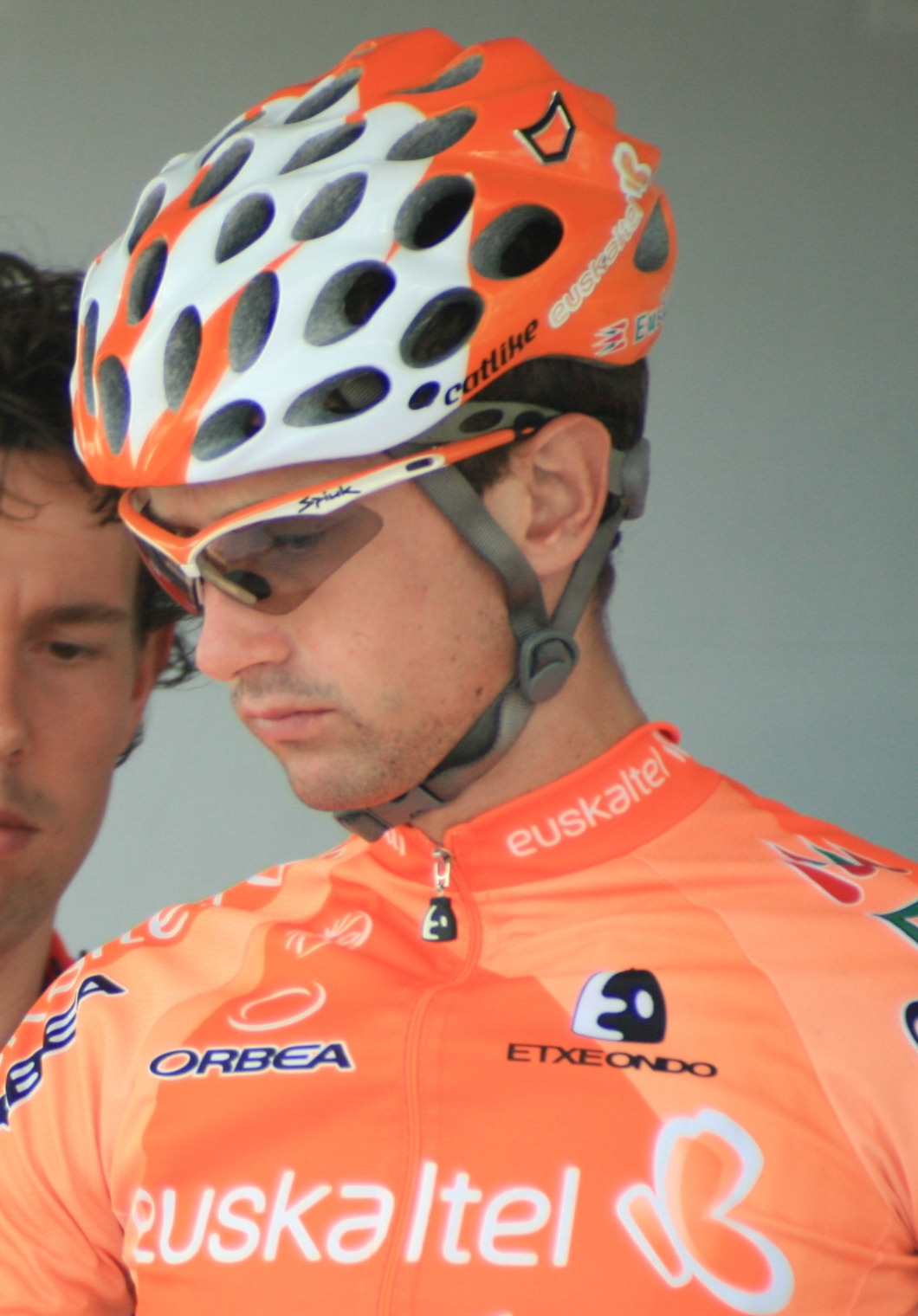
Aitor Hernández bei der ENECO-Tour 2008

Aitor Hernández Gutierrez (* 24. Januar 1982 in Ermua) ist ein spanischer Radrennfahrer.
Aitor Hernández debütierte als Profi 2004 mit dem Team L.P.R. Nach zwei Jahren wechselte er das Team und fuhr bis zum Ende der Saison 2010 für Euskaltel-Euskadi. Er bestritt unter anderem den Giro d’Italia 2007, den er allerdings nach einem Sturz nicht beenden konnte. Im gleichen Jahr gewann er auch die Bergwertung bei der Baskenland-Rundfahrt. Seit der Saison 2011/2012 tritt er hauptsächlich im Cyclocross-Bereich an und wurde 2013 und 2015 spanischer Meister.

## Erfolge Cyclocross
2012/2013
- Cyclocross de Karrantza, Karrantza
- Ziklokross Igorre
- Cyclocross International Ciudad de Valencia, Valencia
- Spanischer Meister Radcross
- Ispasterko Udala Sari Nagusia, Ispaster

2013/2014
- Cyclocross de Karrantza, Karrantza
- Ziklokross Igorre, Igorre
- Cyclo-cross International Ciudad de Valencia, Valencia

2014/2015
- Cyclocross de Karrantza, Karrantza
- Cyclocross International Ciudad de Valencia, Valencia
- Spanischer Meister Radcross

## Teams
- 2004–2005 L.P.R.
- 2006–2010 Euskaltel-Euskadi
- 2011–2012 Orbea